# درجن
درجن، روستایی است از توابع بخش مرکزی شهرستان مینودشت در استان گلستان ایران.

## جمعیت
این روستا در دهستان کوهسارات قرار داشته و بر اساس سرشماری سال ۱۳۸۵ جمعیت آن ۸۴۶ نفر (۲۰۶ خانوار) و نود و هفت درصد مردم این روستا از سادات می‌باشند که بیشترین افراد میرزائی و میردوستی هستندجهت اطلاعات بیشتر به وب سایت dorjenدر بلاگفا مراجعه نمائید
.